# Janko Bobetko
Janko Bobetko (10. ledna 1919 – 29. dubna 2003) byl chorvatský generál, který se účastnil druhé světové války a později chorvatské války za nezávislost. Byl jedním ze zakládajících členů 1. sisackého partyzánského oddělení, první protifašistické vojenské jednotky během druhé světové války v Jugoslávii. Později sloužil v Jugoslávské lidové armádě (JNA).
V roce 1992 se Bobetko stal náčelníkem generálního štábu chorvatské armády (HV). V této funkci sloužil až do svého odchodu do důchodu v roce 1995. Bobetko byl Mezinárodním trestním tribunálem pro bývalou Jugoslávii obviněn z válečných zločinů, ale zemřel dříve, než mohl být souzen; pozdější verdikt v jiném případě zjistil, že se podílel na společném zločinném podniku proti nechorvatskému obyvatelstvu během bosenské války.

## Život
Bobetko se narodil ve vesnici Crnac v Sisaku v Království Srbů, Chorvatů a Slovinců. Na záhřebské univerzitě studoval veterinární fakultu, ale chorvatské pronacistické úřady ho na začátku druhé světové války z univerzity vyloučily pro jeho antifašistické názory.

### Druhá světová válka a jugoslávská armáda
V červenci 1941 vstoupil do protifašistického oddílu 1. sisackého partyzánského oddílu v lese Brezovica u Sisaku. Bobetko bojoval za jugoslávské partyzány v letech 1941-45. Jeho otec a tři bratři byli zabiti ustašovci přidruženými k nacistům. V bitvě u Sutjesky v Černé Hoře byl těžce zraněn, ale přežil a stal se důstojníkem Jugoslávské lidové armády (JNA).
V poválečném období vystudoval Vojenskou akademii Jugoslávské lidové armády a dosáhl hodnosti generálporučíka. Během chorvatského jara na počátku 70. let podporoval větší autonomii Chorvatska v Jugoslávii. V roce 1972 byl degradován a vyloučen z JNA po Titově zátahu proti vnímaným separatistům a nacionalistům v konstitučních částech bývalé Jugoslávie.

### Služba v nezávislém Chorvatsku
Po chorvatských parlamentních volbách v roce 1990 Bobetko odmítl přijmout funkci ministra obrany. Jeho účast v chorvatské válce za nezávislost začala v Banovině a pokračovala na jižní frontě, kde převzal velení 10. dubna 1992. 20. listopadu 1992 byl Bobetko jmenován náčelníkem generálního štábu ozbrojených sil Chorvatské republiky.
V roce 1993, během operace Medacká kapsa proti baštám v srbské krajině, které ovládaly město Gospić, byli chorvatští vojáci obviněni ze spáchání zločinů proti lidskosti a porušování zákonů nebo válečných zvyků, což Bobetko popřel. Ve svých monografiích Všechny mé bitvy z roku 1996, které obsahovaly mnoho vojenských map a příkazů, napsal, že akce – zaměřená na ukončení srbského bombardování Gospiće – byla skvělá.
Bobetko měl status plně invalidního člověka, způsobený jak zraněním nohy, které utrpěl během druhé světové války, tak později propuknutím srdeční dekompenzace v roce 1994. Kvůli tomu byl v roce 1995 během operace Blesk hospitalizován. Rozsah jeho postižení byl v jednu chvíli zpochybněn Ministerstvem obrany, ale později byl plně obnoven soudním příkazem.
15. července 1995, krátce před operací Bouře, prezident Franjo Tuđman formálně nahradil Bobetka ve funkci náčelníka generálního štábu Zvonimirem Červenkem. Později téhož roku byl zvolen v chorvatských parlamentních volbách v roce 1995 na volební listině Chorvatského demokratického svazu (HDZ) a sloužil jako poslanec až do roku 1999.
V roce 2000 byl Bobetko nejvýraznějším signatářem otevřeného Dopisu dvanácti generálů. V září 2002 Mezinárodní trestní tribunál pro bývalou Jugoslávii Bobetka obvinil. Byl to nejvyšší chorvatský důstojník stíhaný tribunálem. Bobetko odmítl přijmout obžalobu nebo se vzdát soudu s tím, že obžaloba zpochybňuje legitimitu celé vojenské operace a řekl, že „neexistuje žádný soud na světě, který by soudil armádu, která bránila a osvobozovala svou zemi, a ani nikdy nebude Obvinil také tribunál, že se snaží „vymazat naši historii, odsoudit naši svobodu a odstranit z našich vzpomínek hrdé dny boje za svobodné Chorvatsko.“ Krize se protáhla, když se lidový názor shodoval s Bobetkem, a koaliční vláda proti HDZ v čele se sociálnědemokratickým premiérem Ivicou Račanem k jeho vydání nezaujala jednoznačný postoj. Sám Račan obžalobu kritizoval a na konci září 2002 Sabor jednomyslně schválil návrh proti obvinění, přičemž umírněný prezident Stjepan Mesić byl jedinou významnou postavou, která důsledně argumentovala ve prospěch spolupráce s ICTY. Vláda přijala strategii odkládání jakéhokoli dalšího kroku, dokud se Bobetkovo zdraví nezhorší natolik, že ho počátkem roku 2003 tribunál shledal nezpůsobilým k soudu.. Některé skupiny veteránů šly ještě dále tím, že střežily generálův domov a vyhrožovaly násilím, pokud by se Račanova vláda pokusila nechat Bobetka násilně zatknout a vydat do Haagu.
V té době už byl Bobetko vážně nemocný. V roce 2002 Spojené království zastavilo svůj proces ratifikace Dohody o stabilizaci a přidružení Chorvatska s Evropskou unií kvůli tomu, jak chorvatská vláda případ Bobetko řešila. Průzkum provedený chorvatskou agenturou Puls na konci září 2002 tvrdil, že 84 % chorvatských občanů bylo proti jeho vydání a 71 % by zůstalo proti, i kdyby zemi hrozily politické a ekonomické sankce.
Bobetko zemřel v roce 2003 ve věku 84 let, než bylo dosaženo konečného rozhodnutí o jeho vydání. Po Bobetkovi zůstala vdova Magdalena a tři synové.
Problém s ratifikací smlouvy byl následně v roce 2004 napraven.
V květnu 2013 ICTY v prvoinstančním rozsudku nad Jadranko Prlićem zjistil, že Bobetko, Tuđman a Gojko Šušak se účastnili společného zločinného podniku (JCE) proti nechorvatskému obyvatelstvu Bosny a Hercegoviny během bosenské války. V červenci 2016 odvolací senát v případu oznámil, že „Soudní senát neučinil žádná výslovná zjištění týkající se [Bobetka a dalších] účasti v JCE a neshledal [je] vinnými ze žádných trestných činů.“ V listopadu 2017 ICTY potvrdil verdikt JCE z roku 2013.